# VIA鉄道
VIA鉄道　VIA Rail Canada, 略称VIA RailまたはVIA：発音「ヴィア」は、カナダ国内の都市間旅客鉄道サービスを提供する国営企業である。
VIA鉄道は、大西洋沿岸から太平洋沿岸までの大陸横断鉄道と、五大湖からハドソン湾との間を含む、カナダ国内の（ニューファンドランド・ラブラドール州およびプリンス・エドワード・アイランドを除いた）8州に及ぶ鉄道網上の旅客列車を運行させている。年間約400万人の乗客量となっている。2000年以降は予算削減の影響を受け、廃止、減便が相次いでいる。
VIA鉄道の本社は、ケベック州モントリオールにある。
現在、カナダの鉄道は貨物主体となっており、それらの各鉄道会社は旅客部門を分離し、国が出資するVIA鉄道へ旅客部門を統合した。この方式はアメリカ合衆国の「Amtrak（アムトラック）」と同様である。
カナダ国外からの旅客誘致にも積極的であり、英語、フランス語のほかにスペイン語、ドイツ語、オランダ語、ポルトガル語、中国語、日本語、韓国語で公式ウェブサイトを開設している。

## 路線
路線名は○○線(XXX Line)ではなく○○号(The XXX)となっている。正式には2009年以降、カナディアン号とオーシャン号を除き、路線名で呼称するようになっている。
| 路線                                        | 主要経由地 | 頻度   | 座席                                                               |
| ------------------------------------------- | --- | ------ | ------------------------------------------------------------------ |
| カナディアン号                              | トロント - ウィニペグ - サスカトゥーン - エドモントン - ジャスパー - バンクーバー                                            | 3本/週 | スリーパー・ツアーリング（旧シルバー＆ブルー）、 エコノミー        |
| オーシャン号                                | モントリオール - キャンベルトン - モンクトン - トゥルロ - ハリファックス                                                     | 6本/週 | スリーパー・ツアーリング（旧イースタリー）、エコノミー、スリーパー |
| シャルール号                                | モントリオール - ペルセ - ガスペ                                                                                             | 3本/週 | エコノミー、スリーパー                                             |
| アビティビ号                                | モントリオール - セネットゥル                                                                                                | 3本/週 | エコノミー                                                         |
| サグネー号                                  | モントリオール - ジョンキエール                                                                                              | 3本/週 | エコノミー                                                         |
| レイク・スペリオール号                      | サドバリー - ホワイトリバー                                                                                                  | 3本/週 | エコノミー                                                         |
| ハドソン・ベイ号                            | ウィニペグ - ザ・パス - トンプソン - チャーチル                                                                              | 3本/週 | エコノミー、スリーパー                                             |
| スキーナ号                                  | ジャスパー - プリンス・ジョージ - プリンスルパート                                                                           | 3本/週 | ツアーリング・クラス（旧トーテム）、エコノミー                     |
| メープルリーフ号 （アムトラックと共同運行） | トロント - オークビル - アルダーショット - ナイアガラフォールズ - オールバニ・レンセラー駅 - ペンシルベニア駅 (ニューヨーク) | 毎日   | ビジネス、スタンダード                                             |

### 東部近距離特急（コリドー号）
カナダを横断する形で運行されている列車は総じて本数が少ないのに対して、東側を走る列車は一日に複数本運転され、コリドー号と呼ばれている。
| 路線                                | 主要経由地                                                                                                  | 頻度   | 座席                 |
| ----------------------------------- | --- | ------ | -------------------- |
| ケベック・シティー - モントリオール | ケベック・シティー - シャーニー - モントリオール                                                            | 4本/日 | ビジネス、エコノミー |
| モントリオール - ファローフィールド | モントリオール - アレクサンドリア - オタワ - ファローフィールド                                             | 5本/日 | ビジネス、エコノミー |
| オタワ - トロント                   | オタワ - ファローフィールド - ブロックビル - キングストン - ベルビル - オシャワ - トロント                  | 5本/日 | ビジネス、エコノミー |
| モントリオール - オークビル         | モントリオール - コーンウォール - ブロックビル - キングストン - ベルビル - オシャワ - トロント - オークビル | 6本/日 | ビジネス、エコノミー |
| トロント - ウィンザー               | トロント - オークビル - ブラントフォード - ロンドン - ウィンザー                                            | 4本/日 | ビジネス、エコノミー |
| トロント - サーニア                 | トロント - ブランプトン - ゲルフ - キッチナー - ストラトフォード - ロンドン - サーニア                      | 3本/日 | エコノミー           |

### 廃止路線
| 路線                                                    | 主要経由地 | 頻度   | 年   |
| ------------------------------------------------------- | --- | ------ | ---- |
| アトランティック号                                      | モントリオール - シェルブルック - グリーンビル（アメリカ合衆国メイン州） - セントジョン - フレデリクトン - ハリファックス | 3本/週 | 1994 |
| インターナショナルリミテッド （アムトラックと共同運行） | トロント - サーニア - シカゴ                                                                                              | 毎日   | 2004 |
| スーパー・コンチネンタル号                              | モントリオール - オタワ - トロント - ウィニペグ- サスカトゥーン - エドモントン - ジャスパー- バンクーバー                 | 毎日   | 1990 |
| マラハット号                                            | ビクトリア - ナナイモ - クートニー                                                                                        | 毎日   | 2011 |
| トロント - ナイアガラ・フォールズ                       | トロント - オークビル - アルダーショット - グリムスビー - セントキャサリンズ - ナイアガラフォールズ                       | 毎日   | 2013 |

## 座席
VIA鉄道の旅客サービスは地域や等級によって違うが、それぞれの地域や乗客のニーズに合わせて設定されている。

### 全国設定

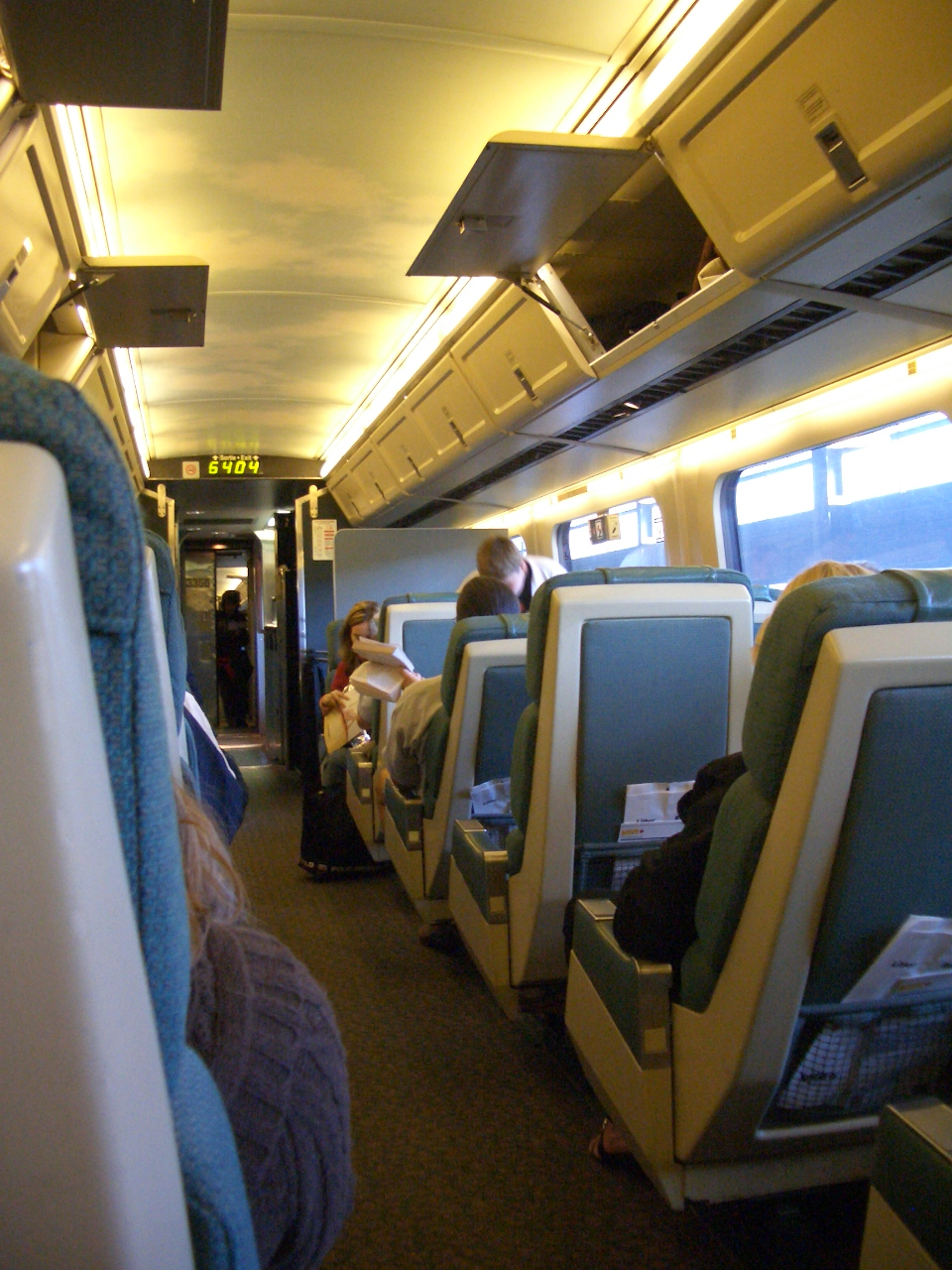
エコノミークラス内装

- エコノミー・クラス（旧コンフォート・クラス）：エコノミークラスは座席車での設定。座席指定はないが、目的地によって車両が指定されることが多い。「コリドー（ウィンザー〜ケベック・シティー間）」を運行する客車では、衛星による無線LAN（Wi-Fi）とAC電源が提供されている。食事や飲み物は有料にて販売されている。

- ビジネス・クラス（旧VIA 1クラス）：ビジネスクラスは南オンタリオとケベック州を運行するほとんどの列車に設定されている。鉄道規制緩和前の1970年代の飛行機との競合時代の名残とも言える。全席座席指定で、スペースも広く、全席進行方向を向いている（一部の例外を除く）。ワインや他の酒類を含む食事も無料で提供される。無線LAN（Wi-Fi）サービスあり、専用AC電源が提供される。ビジネス・クラスの旅客は主要駅でのパノラマ・ラウンジに入室することが出来る。エコノミー・クラスの旅客と違い、ホームで立って待つ必要がない。

- スリーパー（旧コンフォート・スリーパー）：深夜運行や長距離路線では、寝台車が設定されている。二段ベッド、シングル、ダブル、トリプルなどの設定があり、それぞれ電源、イス、個人用トイレもある。共用シャワーもある。

### 路線ごとの設定
- スリーパー・ツアーリング・クラス：カナディアン号とオーシャン号に設定されている。過去カナディアン号では「シルバー＆ブルー・クラス」、オーシャン号では「イースタリー・クラス」と呼ばれたクラスである。
- ツアーリング・クラス：スキーナ号に設定されている。他の列車で「トーテム・クラス」と呼ばれるもの。

## 車輌
2014年12月31日現在、VIA鉄道は75両の機関車と376両の客車を保有している。これにはディーゼル機関車のGMD F40PH-2やGE ジェネシス、そしてカナディアン号やスキーナ号で編成のしんがりを務める有名な「パーク」カー（寝台・2階建て展望車の合造車）などが含まれる。ほとんどの車輌がスーパーライナーやアムフリートなどの新車に置き換わった米国のアムトラックとは異なり、この「パーク」カーのように1950年代・1960年代に製造されたような古い客車が今なお主力として使われている点がVIA鉄道の大きな特徴となっている。
2018年12月、VIA鉄道はケベックシティとウィンザーを結ぶ列車をシーメンス製新型客車「ベンチャー」に置き換えると発表した。2022年末より運行開始され新型車両の導入は2024年ごろまで続き、最終的に32編成（5両32本）が増備され、現在コリドーで運行されている旧型車両を順次置き換えていく予定。

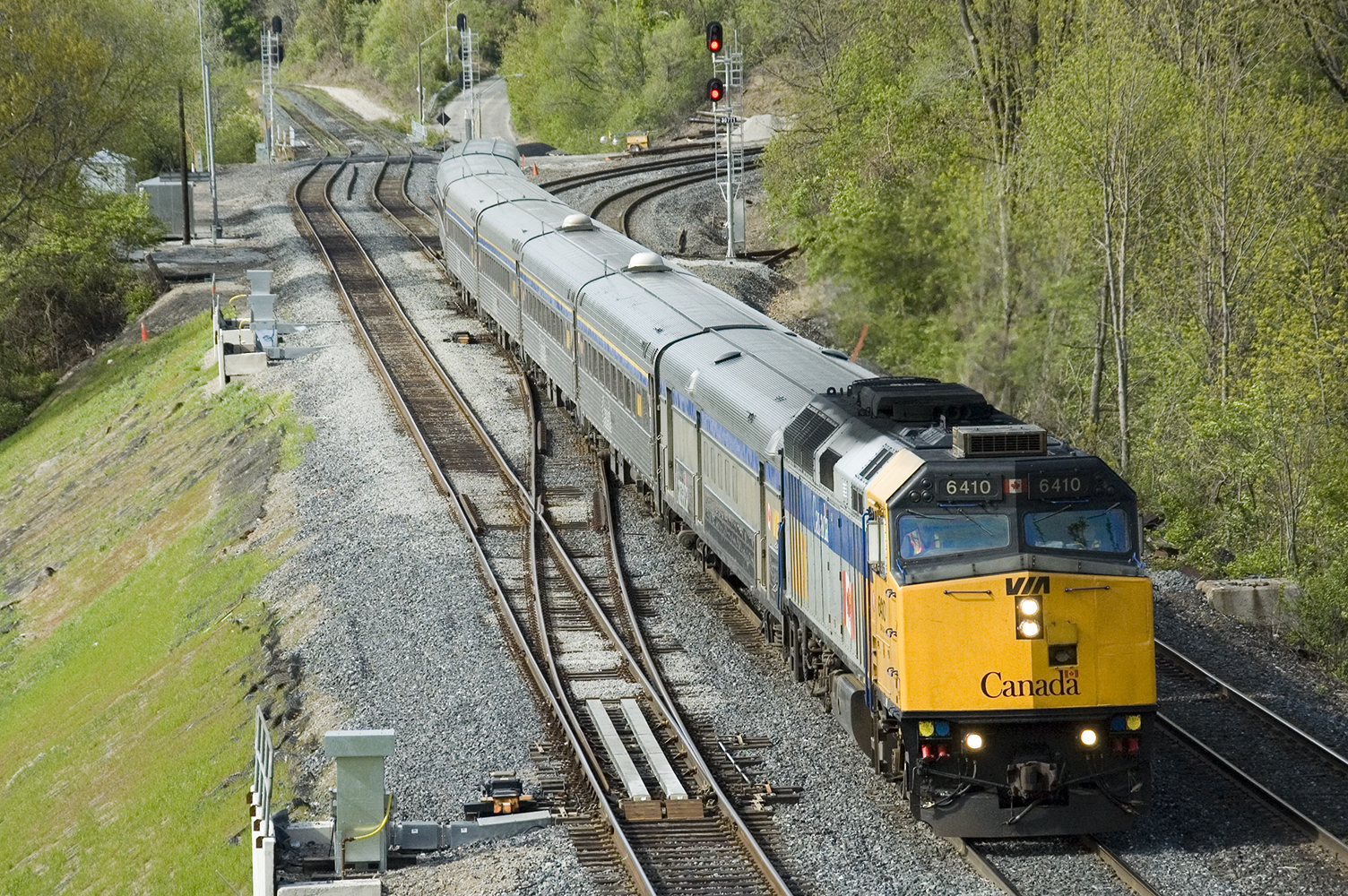
F40PH-2形ディーゼル機関車（先頭）
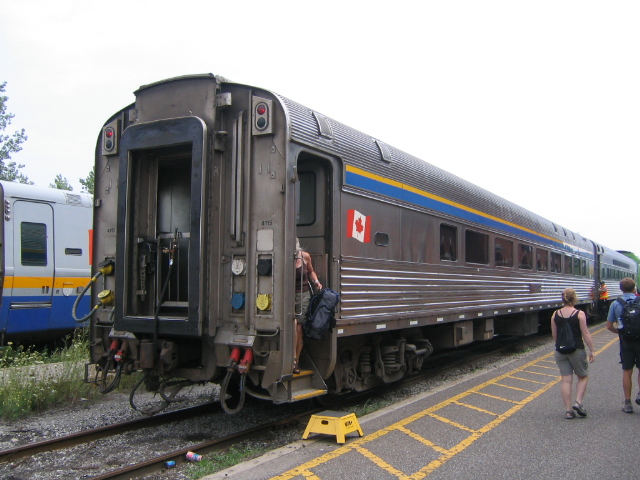
VIA鉄道の客車
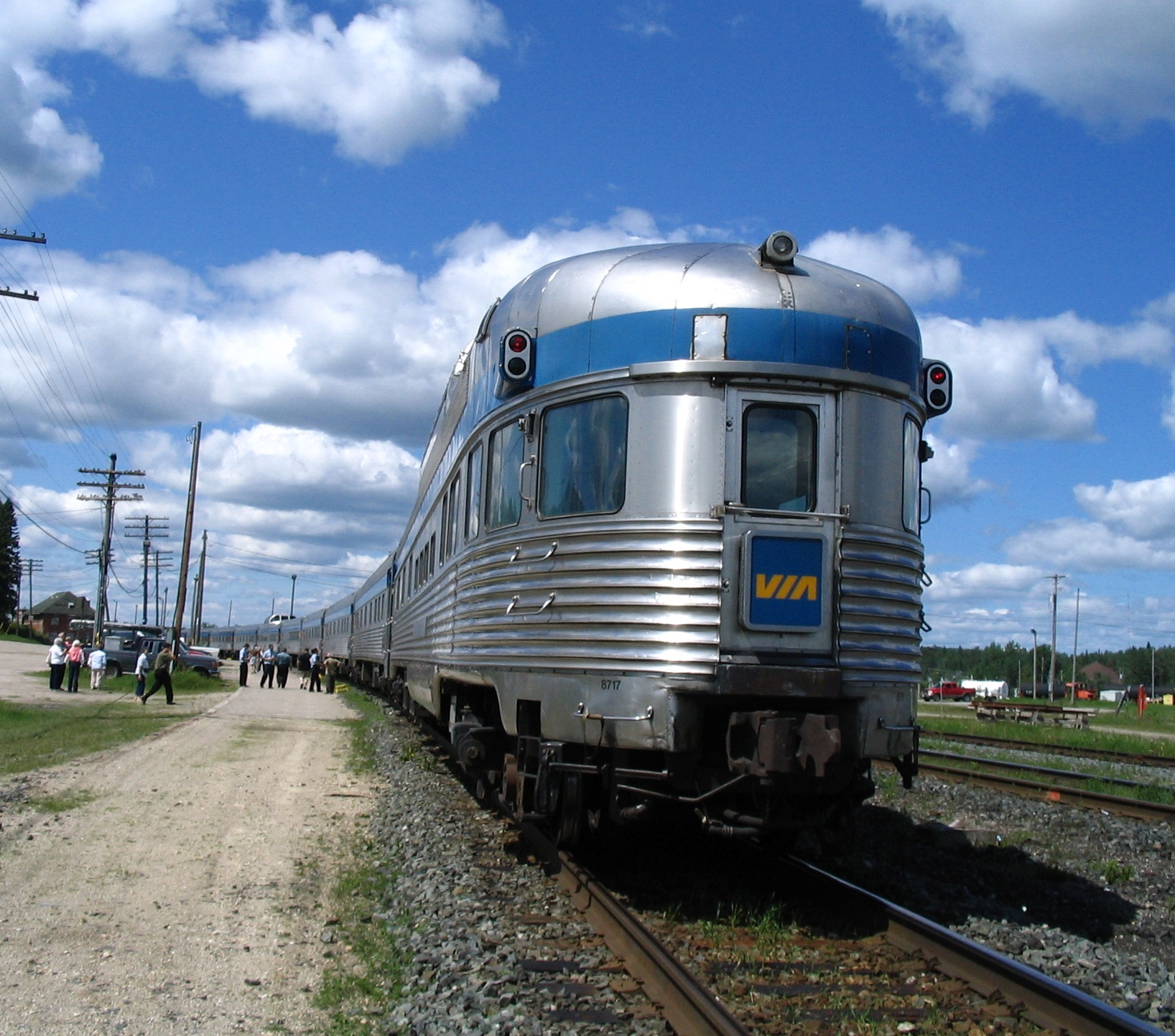
展望ドームカー（「パーク」カー）
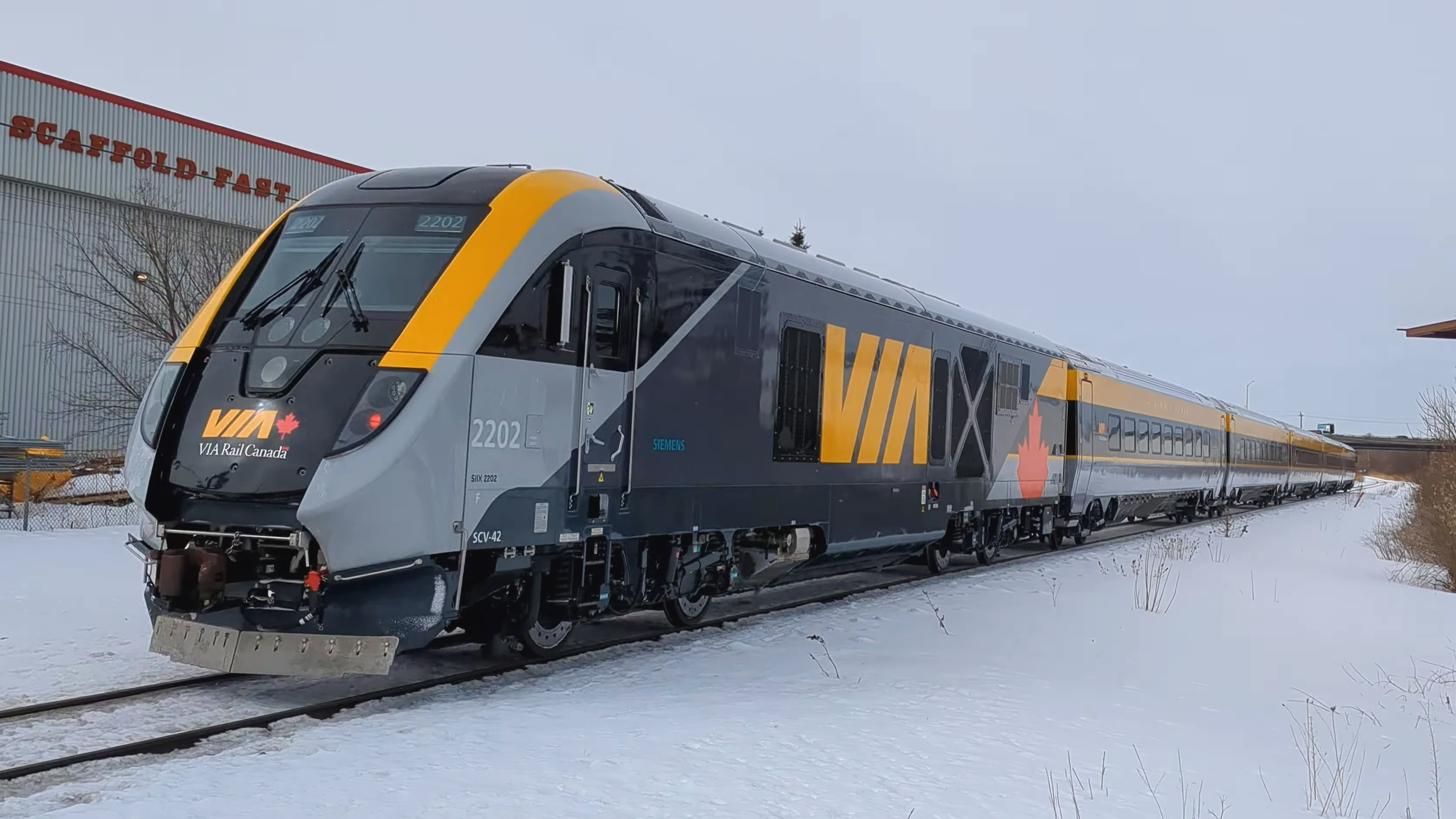
シーメンス製新型車両（機関車：SCV-42「チャージャー」、客車：ベンチャー）